# Hammersteiner Werth
Die Hammersteiner Werth ist eine Insel im Mittelrhein bei Hammerstein im Landkreis Neuwied. Sie gehört zu einer Reihe von Rheininseln zwischen Koblenz und Bonn.

## Geographische Lage
Die Hammersteiner Werth gehört im Norden zur Gemarkung von Hammerstein und im Süden zur Gemarkung von Leutesdorf innerhalb der Verbandsgemeinde Bad Hönningen im Landkreis Neuwied. Sie liegt in Höhe von Rheinkilometer 616,8–618,2 auf 1,34 Kilometer Länge und bis zu 160 Meter Breite rechtsrheinisch vom Hauptfahrwasser. Die Höhe der Insel beträgt zwischen 53 und 59 und im Mittel 56 Meter.  Von Leutesdorf verläuft ein begehbarer Steinwall zur Insel. So ergibt sich zwischen der Insel und dem Ostufer eine strömungsberuhigte Bucht. Gegenüber am Ostufer erhebt sich die bis auf 195 Meter Höhe reichende, auch Schlossberg oder Hammersteiner Ley genannte Schieferfelswand mit der Burgruine Hammerstein.

## Geschichte
Historische Ansichten der Hammersteiner Werth existieren meist im Zusammenhang mit der Burg Hammerstein. Eine Darstellung von 1646 zeigt die Insel ähnlich bewaldet wie heute. Ein kolorierter Stich von Rudolf Bodmer nach einer Vorlage von Johann Adolf Lasinsky um 1830 gibt ein ähnliches Bild. Nur ein auf 1839 datiertes Bild des Malers Johann Ludwig Bleuler stellt eine praktisch baumfreie Insel dar. In den 1920er-Jahren war ein großes Reichsehrenmal für Gefallene des Ersten Weltkrieges auf dem Hammersteiner Werth geplant. Entwürfe dazu stammten damals von den deutschen Bildhauern Carl Burger und Franz Brantzky. Mit dem Ehrenmal des Infanterie-Regiments Nr. 29 an der Rheinbrohler Ley wurde in den 1930er-Jahren ein alternativer Standort gefunden.

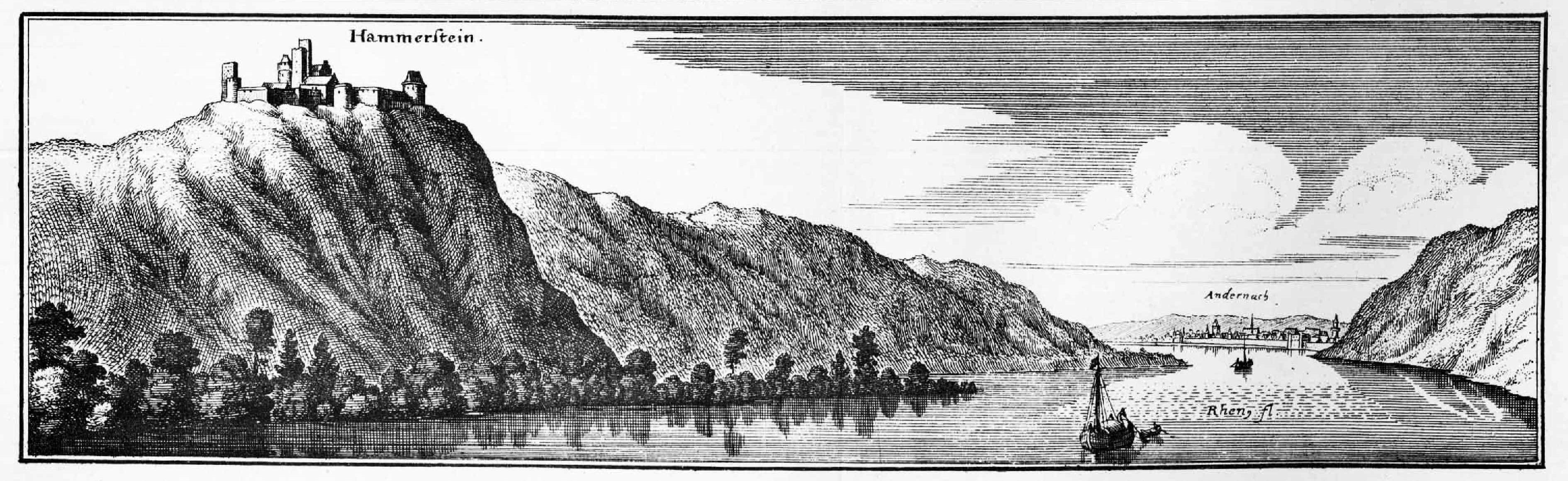
Topographia Archiepiscopatuum Moguntinensis Band 1, 1646
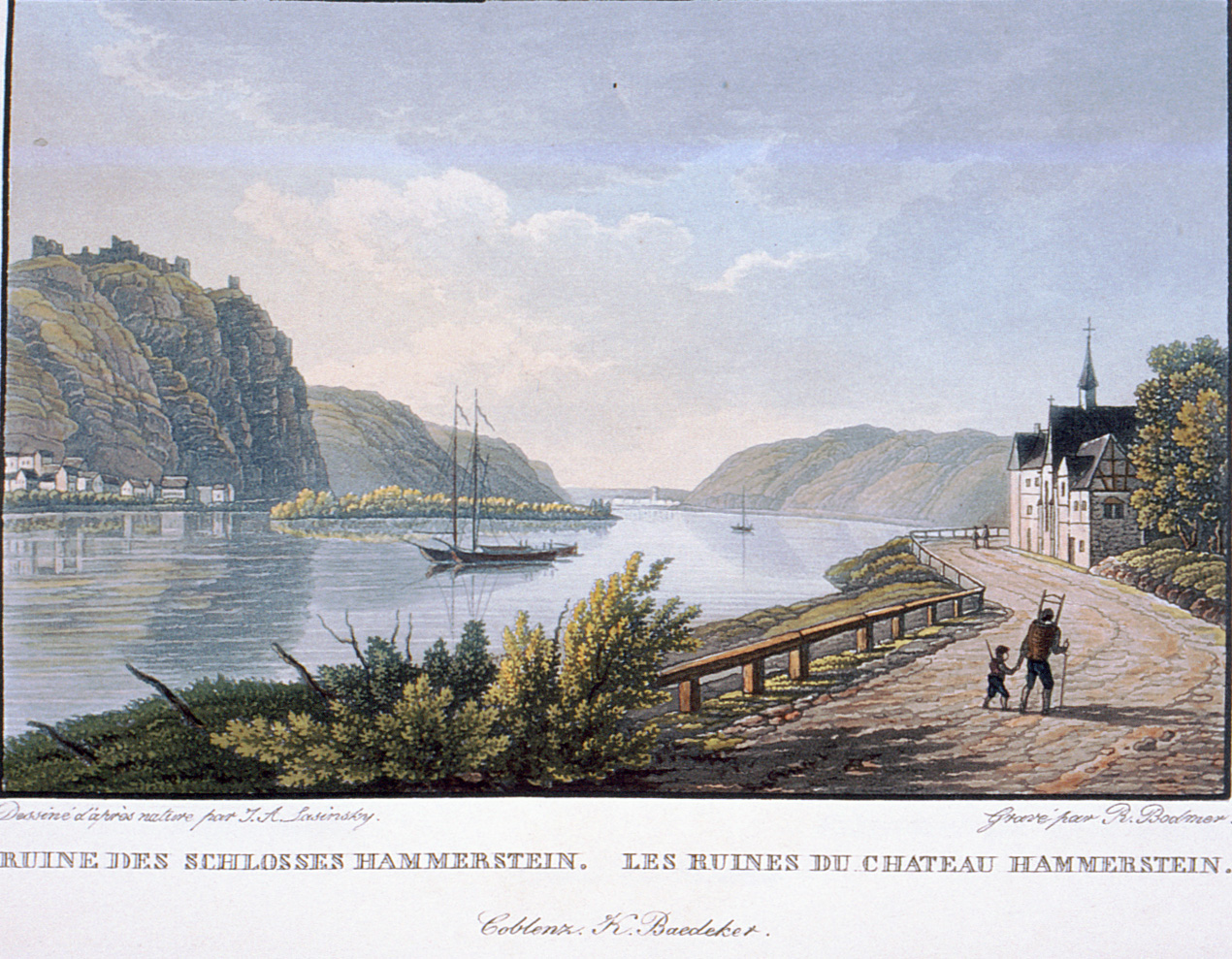
Altkolorierter Aquatintastich von R. Bodmer 1832
Johann Ludwig Bleuler – "Vue Hammerstein vers Andernach" 1839

## Natur
Die Insel ist vollständig bewaldet. Es herrscht ein Laubmischwald in der für Rheininseln typischen Weichholzauenwaldform mit Weiden und Pappeln vor. Am Boden dominieren Efeu und Jungfernrebe. Die Insel ist ein wichtiges Habitat für Vögel. Es wurden bis zu 22 Brutvogelarten gezählt. Dominierend sind dabei Blaumeise, Mönchsgrasmücke, Kohlmeise, Buchfink und Amsel. Aber auch seltenere Arten wie der Schwarzmilan, die Pfuhlschnepfe, der Zippammer oder sogar der Alpenbirkenzeisig wurden beobachtet. Das warme Klima des Mittelrheintals begünstigen auch das Vorkommen der Mauereidechse oder seltener Heuschreckenarten wie der Rotflügeligen Ödlandschrecke. Die Insel wird auch von einem lokalen Anglerverein genutzt. Hier wird ein vielseitiger Fischbestand mit Aal, Aland, Barsch, Brassen, Güster, Hecht, Karpfen, Kesslergrundel, Rapfen, Rotauge, Rotfeder, Schleie, Schwarzmund-Grundel, Ukelei, Wels und Zander erwähnt.